# حشيشة الملاك الصينية
حشيشة الملاك الصينية (بالإنجليزية: Dang Gui)‏ هي نبتة معمرة منتصبة يصل ارتفاعها إلى مترين واسمها العلمي (Angelica sinensis).الموطن الأصلي لهذا النبات روسيا واليابان والصين.

## شكلها
هي نبتة ذات أزهار مظلية لونها أبيض وأحيانا يكون لون الأزهار أخضر إلى أبيض إلى أصفر. أوراقها خضراء وسوقها جوفاء. الجزء المستخدم من النبات هو الجذمور.